# Olive Dennis
Oliva Wetzel Dennis (20 de novembre de 1885 – 5 de novembre de 1957) va ser una enginyera que, amb les innovacions de disseny que va introduir van canviar la naturalesa de viatge de ferrocarril. Nascuda a Thurlow, Pennsilvània, va créixer a Baltimore.

## Carrera
Va obtenir el títol de Llicenciada en Arts pel Goucher College el 1908 i un màster en matemàtiques a la Universitat de Colúmbia l'any següent. Després d'ensenyar a Wisconsin, va decidir estudiar enginyeria civil i va estudiar a la Universitat Cornell, obtenint el títol en només un any, el 1920. Aquest any va ser contractada com a delineant pel ferrocarril B&O (Baltimore and Ohio Railroad) per dissenyar ponts, el primer dels quals va ser a Painesville, Ohio. L'any següent, Daniel Willard, president del ferrocarril, va observar que, com que la meitat dels passatgers del ferrocarril eren dones, la tasca de les millores d'enginyeria en el servei seria millor que les projectés una dona. Dennis es va convertir en el primer "enginyer de servei" quan el B. & O. va crear la posició. L'historiador d'enginyeria Kurt H. Debus la va descriure com la primera enginyera de serveis, home o dona, a Amèrica. Més endavant a la seva carrera, B. &. O. va encarregar a Dennis el disseny de tot un tren que incorporés totes les seves novetats. Aquest tren, el Cincinnatian, va ser considerat "la glòria que corona de la seva carrera", segons l'historiadora Sharon Harwood. També va ser la primera dona membre de l' American Railway Engineering Association. Va ser elegida membre de la British Women Engineering Society el 1931.

## Innovacions
Entre les novetats que va introduir la senyora Dennis en els trens de passatgers: hi havia seients que podrien inclinar-se parcialment; tapisseria resistent a les taques; vestidors més grans per a dones, proveïts de tovalloles de paper gratuïtes, sabó líquid i tasses de beguda; llums de sostre que es podien atenuar a la nit; obertures de finestres individuals (que va patentar) per permetre als passatgers aportar aire fresc, ; i, posteriorment, compartiments climatitzats. Altres operadors ferroviaris van seguir aquestes innovacions durant els anys següents, i els autobusos i companyies aèries al seu torn van haver de millorar el seu nivell de confort per competir amb els ferrocarrils.
El seu llegat per aquestes innovacions i comoditats és desconegut en gran part fora de la comunitat ferroviària. Les seves patents de disseny es van assignar al ferrocarril i el seu nom no apareix als materials publicitaris del Cincinnatian, tot i dissenyar-lo.

## El punt de vista de la dona
"Per molt exitós que un negoci sembli ser" va dir, "pot tenir un èxit encara més gran si es té en compte el punt de vista de la dona". Tot i que els canvis no van ser suficients per salvar la indústria dels viatgers de ferrocarril als Estats Units d'Amèrica, la perspectiva única de la senyora Dennis com a dona viatgera, amb formació com a enginyera tècnica, va influir en la indústria del viatge a tot el país.